# Громак, Юрий Петрович
Ю́рий Петро́вич Громак (26 марта 1948, Львов) — советский пловец, бронзовый призёр Олимпийских игр. Мастер спорта международного класса.

## Карьера
На Олимпиаде в Мехико Громак вместе с Владимиром Немшиловым, Владимиром Косинским и Леонидом Ильичёвым выиграл бронзовую медаль в эстафете 4×100 метров вольным стилем. В плавании на 100 метров на спине Юрий Громак не смог выйти в финал.
В 1966 году Громак в 18 лет неожиданно выиграл дистанцию 200 метров на спине на чемпионате Европы.